# 오토 리만 폰 산더스

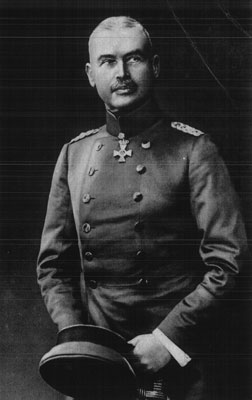

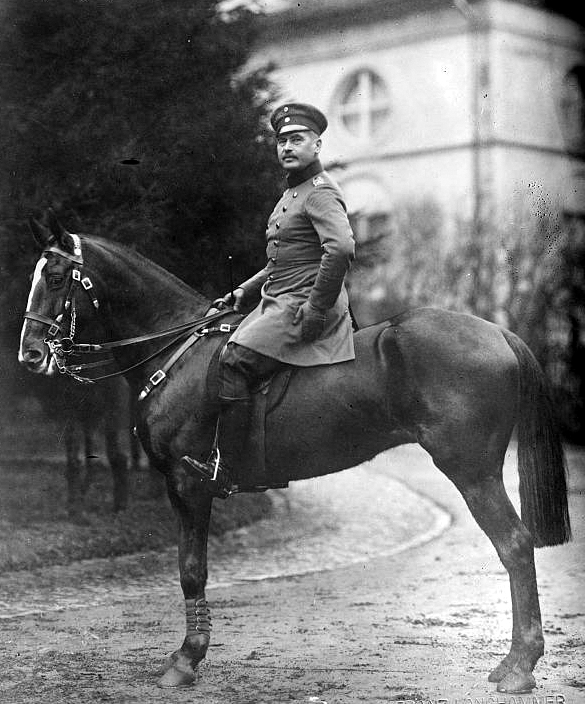
1913년경 카셀의 오토네움에 있는 중장 오토 리만 폰 잔더스

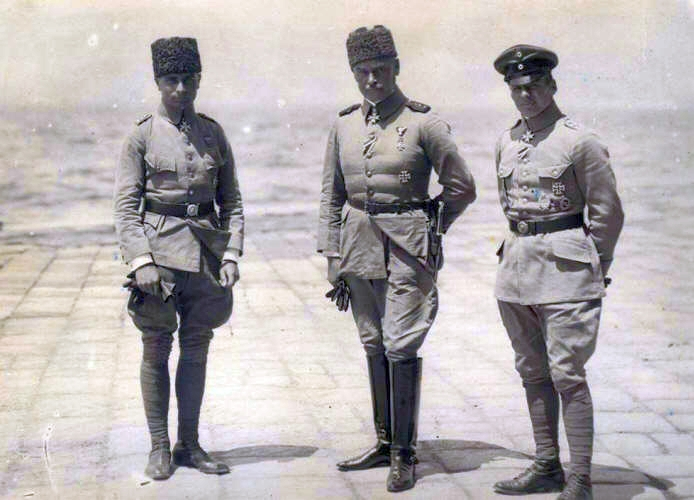
1916년 오스만 제국의 한스 요아힘 부데케, 오토 리만 폰 잔더스, 그리고 오스발트 뵐케

오토 빅토르 카를 리만 폰 잔더스(Otto Viktor Karl Liman von Sanders, 1855년 2월 17일 ~ 1929년 8월 22일)는 제1차 세계 대전 중 오스만 제국군의 군사고문으로 복무했던 독일 제국군 장군이다. 그는 유대인 귀족 가문에서 태어났으며, 다른 많은 귀족 가문 출신 프로이센인들과 마찬가지로 군에 입대하여 진급을 거듭하여 장군이 되었다. 1918년 그는 시나이 팔레스타인 전역에서 오스만 제국군을 지휘했다. 전반적으로 잔더스는 오스만 제국군에 제한적인 도움만을 제공했다.

## 초기 삶과 경력
오토 리만은 프로이센 왕국의 포메라니아주에 있는 슈톨프(현재 폴란드의 스웁스크)에서 태어났다. 그는 귀족 카를 레온하르트 리만과 그의 아내 엠마 미카엘리스의 아들이었다. 카를 리만은 성공한 사업가로, 슈베신(현재 폴란드의 슈비에시노)의 영지를 구매했다. 일반적으로 카를의 아버지이자 오토의 할아버지는 리프만이라는 유대인 가문에서 태어나 나중에 기독교로 세례를 받았다는 데 동의한다.
베를린의 프리드리히 빌헬름 김나지움에서 아비투어를 취득한 후, 오토 리만은 1874년 3월 13일 라이프가르데-인판테리-연대(1. 그로스헤어초글리히 헤시쉐스) 115번에서 사관후보생으로 입대했다. 1878년부터 1881년까지 그는 베를린의 사관학교 (Kriegsakademie)에 다녔으며, 이후 가르데-드라고너-연대(1. 그로스헤어초글리히 헤시쉐스) 23번으로 전속되었다. 1885년에 그는 상급중위로 승진했고 1887년에 대장군참모에 배속되었다. 1889년에 대위로 승진한 그는 1891년에 기병대대장(Eskadronschef)으로 임명되었다. 1900년에 그는 후사렌-연대 "그라프 괴첸" (2. 슐레시쉐스) 6번의 지휘관으로 배정되었고, 처음에는 소령으로, 1904년부터는 대령으로 복무했다. 1908년에 그는 소장으로 승진했으며 카셀에 본부를 둔 제22사단의 지휘권을 부여받았다. 1911년에는 중장 계급에 도달했다.
1913년 6월 16일, 카이저 빌헬름 2세의 25주년 기념일에 리만은 귀족으로 봉해졌다. 그의 귀족 접미사로 그는 그의 고인이 된 첫 번째 부인인 아멜리 폰 잔더스(1858–1906)의 본명인 잔더스를 선택했다. 그 이후 그는 오토 리만 폰 잔더스로 알려졌다. 독일어 표기 규칙에 따라 이 성은 "리만"으로 올바르게 축약된다(영어권 출판물에서 흔히 볼 수 있는 "폰 잔더스"나 "잔더스"가 아님).

## 오스만 제국 주둔 독일 군사 사절단 및 제1차 세계 대전
1913년, 그보다 먼저 몰트케와 골츠와 같은 다른 여러 프로이센 장군들처럼 리만은 오스만 제국 주둔 독일 군사 사절단의 수장으로 임명되었다. 거의 80년 동안 오스만 제국은 유럽의 방식에 따라 군대를 현대화하려고 노력하고 있었다. 리만 폰 잔더스는 이 임무를 시도한 마지막 독일인이 될 것이다.
1914년 7월 30일, 유럽에서 전쟁이 발발한 지 이틀 후, 오스만 지도자들은 러시아에 대항하여 독일과의 동맹을 맺기로 합의했지만, 군사 행동을 취할 의무는 없었다. 1914년 10월 31일, 오스만 제국은 공식적으로 중앙 동맹국 편에 서서 전쟁에 참전했다. 영국과 프랑스는 11월 5일에 오스만 제국에 선전포고를 했고, 오스만 제국은 같은 달 말에 지하드(성전)를 선포했지만, 많은 아랍 민족주의자들이 영국과 동맹을 맺으면서 지하드 요청은 실패했다(이는 아랍 반란으로 이어졌다).

### 갈리폴리
오스만 제국을 공격하려는 첫 제안은 1914년 11월 프랑스 법무부 장관 아리스티드 브리앙에 의해 제기되었지만 거부되었다. 그 달 말 윈스턴 처칠, 해군 장관, 오스만 제국군의 병력에 대한 잘못된 보고서에 부분적으로 기반하여 다르다넬스 해협에 대한 해군 공격을 제안했다. 다르다넬스 해협을 바다로 돌파하려는 초기 시도는 1915년 3월 18일 해협 양쪽에 있는 오스만 요새의 포격으로 실패했다. 연합군은 요새를 점령하고 해협을 확보하기 위한 상륙 작전을 계획하기 시작했으며, 이는 갈리폴리 전투로 이어졌다.
리만은 방어를 조직할 시간이 거의 없었지만, 그에게 유리한 두 가지가 있었다. 첫째, 갈리폴리 반도의 오스만 제5군은 그들이 가진 최고의 군대였으며, 6개 사단에 약 84,000명의 잘 무장된 병사들이 있었다. 둘째, 그는 연합군의 미숙한 지휘에 도움을 받았다. 1915년 4월 25일, 영국군은 헬레스곶에 대규모 병력을 상륙시켰다. 그는 지역 튀르크 지휘관들이 설치했던 강력한 해안 방어선을 후방으로 철수시키고 연합군의 공격에 대비하여 내륙에 집결시킨 결정으로 연합군에게 거의 조기 승리를 안겨줄 뻔했다. 그는 또한 연합군 상륙이 사로스만에서 이루어질 것이라고 확신했고, 아르부르누에서의 상륙이 주된 공격이 아니라 속임수라고 오랫동안 믿지 않았다. 그는 상륙 첫날의 중요한 시점에 주 병력을 풀어주지 않았다. 이 시기 리만의 가장 좋은 결정 중 하나는 무스타파 케말(나중에 아타튀르크로 알려짐)을 제19사단 사령관으로 승진시킨 것이었다. 케말의 사단은 오스만 제국의 방어에 결정적이었다. 그의 부대는 상륙 당일 진군하여 ANZAC 상륙 지점 위 능선을 점령했고, ANZAC 부대 역시 경사를 오르고 있었다. 케말은 위험을 인식하고 개인적으로 그의 부대가 능선을 사수하도록 했다. 그들은 다음 5개월 동안 끊임없는 공격에도 불구하고 결코 밀려나지 않았다.
1915년 4월부터 11월(철수 결정이 내려진 시점)까지 리만은 그의 방어 진지에 대한 수많은 공격을 막아내야 했다. 영국군은 수블라만에서 또 다른 상륙을 시도했지만, 이 역시 오스만 제국 방어군에 의해 저지되었다. 이 전체 작전에서 영국군에게 유일한 밝은 점은 큰 손실 없이 그들의 진지를 성공적으로 철수시켰다는 것이다. 그러나 이 전투는 오스만 제국군에게는 큰 승리였으며, 그 공로의 일부는 리만 폰 잔더스의 지휘력에 돌려진다.
1915년 초, 오스만 제국 주둔 독일 군사 사절단의 이전 수장인 골츠 남작은 (본질적으로 무력한) 술탄 메흐메트 5세의 군사 고문으로 이스탄불에 도착했다. 노년의 남작은 리만 폰 잔더스와 잘 지내지 못했고, 전쟁 중 오스만 제국을 통치했던 세 명의 파샤(이스마일 엔베르 파샤, 제말 파샤 및 탈라트)를 좋아하지 않았다. 남작은 영국에 대한 몇 가지 주요 공세를 제안했지만, 이러한 제안은 세 전선(다르다넬스, 캅카스 전선, 새로 열린 메소포타미아 전선)에서 오스만 제국에 대한 연합군의 공세에 직면하여 무산되었다. 리만은 1915년 10월 엔베르 파샤가 그를 메소포타미아에서 영국군과 싸우도록 보냈을 때 노년의 남작으로부터 벗어났다. (골츠는 6개월 후, 쿠트에 주둔한 영국군이 항복하기 직전에 그곳에서 사망했다.)

### 시나이와 팔레스타인
1918년, 전쟁 마지막 해에 리만 폰 잔더스는 1917년 말 영국군 앨런비 장군에게 패배한 독일군 장군 에리히 폰 팔켄하인을 대신하여 시나이 팔레스타인 전역에서 오스만 제국군 사령관을 맡았다.
리만은 오스만 제국군의 상당한 약화로 인해 어려움을 겪었다. 그의 군대는 방어 진지를 점령하고 영국군의 공격을 기다리는 것 외에는 아무것도 할 수 없었다. 공격은 오랫동안 오지 않았지만, 앨런비 장군이 마침내 그의 군대를 풀어놓자, 오스만 제국군은 일주일간의 전투(참고: 메기도 전투)에서 완전히 파괴되었다. 퇴각 도중 리만은 영국군 병사들에게 거의 포로로 잡힐 뻔했다.

## 전쟁범죄
300명의 아르메니아인 집단이 스미르나에서 추방된 후, 리만 폰 잔더스는 군사력을 사용하여 추방을 막겠다고 위협하여 추가 추방을 저지했다. 그러나 이 행동은 인도주의적인 동기에서 비롯된 것이 아니라, 전쟁 지역의 혼란을 피하려는 그의 주장에 따른 것이었다.
리만 폰 잔더스는 아이발리의 그리스 민간인들과의 거래에서 전쟁 범죄를 저지른 혐의를 받고 있다. 그가 오스만 당국에 "군대의 안전을 위해" 이들을 추방할 것을 제안했거나 (추방은 1917년에 발생했으며 많은 사망자를 낳았다), 또는 독재적인 군사 독재자로서 그리스인과 아르메니아인에 대한 대량 추방을 직접 명령했다는 것이다. 영국 해군 제독 소머셋 고우-칼토프 경은 리만 폰 잔더스가 "끔찍한 상황" 속에서 아이발리 출신 그리스인 35,000명 추방의 배후에 있었고, 이는 그의 완전한 권한 아래 30만 명의 오스만 그리스인에 대한 추방 및 부분적인 암살의 일부였으며, 1915년 150만 명의 아르메니아인과 45만 명의 그리스인 추방이 폰 잔더스에 의해 감독되었다고 비난했다. 폰 잔더스는 또한 갈리폴리의 영국군 묘지를 "고의적으로" 참호 시스템으로 가로질러 훼손하고 영국군 포로들을 학대했다는 비난을 받았다.
영국 당국은 1919년 그를 전쟁 범죄 혐의로 체포했으며, 구체적으로 그리스인 및 아르메니아인 학살을 승인한 혐의로 그를 몰타에서 몰타 망명자들과 함께 6개월간 구금했으나, 이후 석방했다.

## 말년
석방된 후 리만은 귀국하여 같은 해 독일군에서 은퇴했다. 전 오스만 대재상 탈라트 파샤가 1921년 3월 베를린에서 아르메니아 혁명가 소고몬 테흘리리안에게 암살된 후, 리만은 테흘리리안의 재판에서 전문가 증인으로 증언하도록 요청받았다. 테흘리리안은 결국 무죄를 선고받았다.
1927년에 그는 몰타에서 포로로 잡혀 있는 동안 전쟁 이전과 전쟁 중의 경험에 대해 쓴 책인 『튀르키예에서의 5년』(Fünf Jahre Türkei)을 출판했다.
리만 폰 잔더스는 1929년 8월 22일 뮌헨에서 74세의 나이로 사망했다.

## 같이 보기
- 한스 프라이헤르 폰 방겐하임 (1859–1915), 아르메니아인 집단학살 공모 혐의를 받은 독일 제국의 외교관
- 분트 데어 아지엔캠퍼 (1918-1938), 근동 및 발칸반도에서 복무했던 독일 제1차 세계 대전 참전 용사들을 위한 사회 복지 단체
- 에리히 프링게 (1878–1955), 잔더스 원수의 부관 (1914–19)이자 군사 회고록 저자

## 추가 자료
- Kerner, Robert J. (1927). 《The Mission of Liman von Sanders. I. Its Origin》. 《The Slavonic Review》 6. 12–27쪽. JSTOR 4202133.
- Kerner, Robert J. (1927). 《The Mission of Liman von Sanders. II. The Crisis》. 《The Slavonic Review》 6. 344–363쪽. JSTOR 4202174.
- Kerner, Robert J. (1928). 《The Mission of Liman Von Sanders. (III)》. 《The Slavonic and East European Review》 6. 543–560쪽. JSTOR 4202208.
- Kerner, Robert J. (1928). 《The Mission of Liman von Sanders. (IV)》. 《The Slavonic and East European Review》 7. 90–112쪽. JSTOR 4202243.
- Mulligan, William (July 2006). 《'We Can't be more Russian than the Russians': British Policy During the Liman von Sanders Crisis, 1913–1914》. 《Diplomacy & Statecraft》 17. 261–282쪽. doi:10.1080/09592290600695276. S2CID 154327109.
- Travers, Tim (October 2001). 《Liman von Sanders, the capture of Lieutenant Palmer, and Ottoman anticipation of the allied landings at Gallipoli on 25 April 1915》. 《The Journal of Military History》 65. 965–979쪽. doi:10.2307/2677625. JSTOR 2677625. ProQuest 195631453. |id=에 templatestyles stripmarker가 있음(위치 1) (도움말)
- Trumpener, Ulrich (1966). 《Liman von Sanders and the German-Ottoman Alliance》. 《Journal of Contemporary History》 1. 179–192쪽. doi:10.1177/002200946600100407. JSTOR 259896. S2CID 154099517.